# 川俣村 (三重県)
川俣村（かばたむら）は三重県飯南郡にあった村。現在の松阪市飯高町の中部、櫛田川の上流域にあたる。

## 地理
- 山岳：三峰山、高鉢山、三条山
- 河川：櫛田川、奥山川、地の添川、東谷川、小谷川

## 歴史
- 1889年（明治22年）4月1日 - 町村制の施行により、飯高郡田引村・粟野村・富永村・七日市村・宮本村の区域をもって発足。
- 1896年（明治29年）4月1日 - 所属郡が飯南郡に変更。
- 1956年（昭和31年）8月1日 - 宮前村・森村・波瀬村と合併して飯高町が発足。同日川俣村廃止。

## 地域
教育
- 川俣小学校

## 交通

### 道路
- 国道166号